# Солнцево (Сумская область)
Солнцево (укр. Сонцеве) — село,
Зиновский сельский совет,
Путивльский район,
Сумская область,
Украина.
Код КОАТУУ — 5923882810. Население по переписи 2001 года составляло 7 человек .

## Географическое положение
Село Солнцево находится в 2-х км от правого берега реки Сейм.
Примыкает к селу Понизовка, на расстоянии до 1 км расположены сёла Курдюмово и Пешково.
Через село проходит автомобильная дорога Т-1908.